# Mustafa Dağıstanlı
Mustafa Dağıstanlı (Samsun, Turquía, 11 de abril de 1931-18 de septiembre de 2022) fue un deportista turco especialista en lucha libre olímpica donde llegó a ser campeón olímpico en Melbourne 1956.

## Carrera deportiva
En los Juegos Olímpicos de 1956 celebrados en Melbourne ganó la medalla de oro en lucha libre olímpica estilo peso gallo, por delante del iraní Mehdi Yaghoubi (plata) y del soviético Mikhail Shakhov (bronce). Cuatro años después, en las Olimpiadas de Roma 1960 volvió a ganar una medalla de oro, en esta ocasión en la modalidad de peso ligero.